# Dalbergia simpsonii
Dalbergia simpsonii är en ärtväxtart som beskrevs av Velva Elaine Rudd. Dalbergia simpsonii ingår i släktet Dalbergia, och familjen ärtväxter. IUCN kategoriserar arten globalt som sårbar. Inga underarter finns listade i Catalogue of Life.